# Parasyntormon classicum
Parasyntormon classicum is een vliegensoort uit de familie van de slankpootvliegen (Dolichopodidae). De wetenschappelijke naam van de soort is voor het eerst geldig gepubliceerd in 1943 door Harmston and Knowlton.